# 와타나베 준이치 (작가)
와타나베 준이치(渡辺淳一, 1933년 10월 24일 ~ 2014년 4월 30일)는 일본의 작가 겸 정형외과 의사였다.

## 생애
일본 홋카이도 가미스나가와초(上砂川町)에서 수학교사의 장남으로 태어남. 1958년 삿포로의과대학 의학부 졸업. 1959년 의사 면허 취득. 1963년 의학박사. 1964년 삿포로의과대학 조교수. 1965년 死化粧으로 데뷔. 1966년 삿포로의과대학 정형외과 교실 강사. 1969년 삿포로 의대 퇴직. 1969년 소설 심장이식(小説・心臓移植). 1970년 데라우치 마사타케(寺内正毅)를 모델로 한 (光と影)를 발표한 것을 계기로 본격적인 작가 활동. 1979년 (遠き落日). 1987년 (別れぬ理由). 1997년 실락원(失楽園).

## 저서

### 소설
- 1970년 빛과 그림자(光と影)
- 1982년 구름계단(雲の階段), 고단샤
- 1987년 헤어질 수 없는 이유(別れぬ理由) 신초샤
- 1987년 실락원
- 2006년 사랑의 유형지(愛の流刑地)

### 수필
- 2007년 둔감력(鈍感力)